# Genesis GV80
Genesis GV80 (tiếng Hàn Quốc: 제네시스 GV80) là một mẫu SUV crossover hạng sang cỡ trung được sản xuất bởi Genesis, thương hiệu con thuộc tập đoàn Hyundai. Với tên mã JX1, đây là mẫu SUV đầu tiên của hãng nhằm cạnh tranh với các đối thủ cùng phân khúc đến từ châu Âu.

## Tổng quan
Mang tên mã JX1, những hình ảnh đầu tiên của GV80 đã rò rỉ ra bên ngoài vào tháng 10 năm 2019, sau đó xe chính thức ra mắt vào tháng giêng năm sau với tư cách là mẫu SUV đầu tiên của thương hiệu Genesis. Đây là nỗ lực hợp tác giữa các đội ngũ thiết kế của Genesis ở Hàn Quốc, Châu Âu và Hoa Kỳ. GV80 sử dụng hệ dẫn động cầu sau kiểu mới, đồng thời các chi tiết trên thân xe như cửa, cửa hậu và mui đều được làm từ nhôm nhẹ. Xe nổi bật với lưới tản nhiệt lớn dạng năm cạnh, có bốn đèn pha dẹt nằm ngang. Hãng xe Hàn cho biết, thiết kế phần đầu xe được lấy cảm hứng từ chính logo của hãng.
Về mặt tiện nghi, GV80 được trang bị Ga tự động thông minh sử dụng định vị (ASCC), Hỗ trợ đỗ xe thông minh từ xa, chìa khóa kỹ thuật số NFC, camera quan sát xung quanh (AVM), bộ mâm 22 inch, ghế bọc da Nappa với họa tiết quả trám, màn hình thông tin giải trí 14,5 inch tích hợp công nghệ nhận dạng chữ viết tay và dẫn đường thực tế ảo, 21 hệ thống loa Lexicon, rèm cửa chỉnh điện cũng như hàng ghế thứ hai và thứ ba do người lái điều khiển. Hệ thống an toàn của xe gồm có 10 túi khí, Hỗ trợ chống va chạm phía trước, Hỗ trợ đỗ xe an toàn, Tính năng cảnh báo tài xế tập trung, Tránh va chạm trong vùng điểm mù, Hệ thống đèn pha tự động và Hỗ trợ giữ làn đường (LKAS).
GV80 được cung cấp ba tùy chọn động cơ khác nhau, đầu tiên là động cơ tăng áp 2.5 lít sản sinh công suất 304 PS (224 kW; 300 hp), tiếp theo là tăng áp 3.5 lít cho ra công suất 380 PS (279 kW; 375 hp), cuối cùng là loại tăng áp diesel 3.0 lít có công suất 278 PS (204 kW; 274 hp), chỉ được phân phối tại một số thị trường nhất định.
Lượng phát thải CO
2 khuyến nghị của xe  là khoảng 175 đến 202 g/km (9,9 đến 11,5 oz/mi), 199 đến 221 g/km (11,3 đến 12,5 oz/mi) và 164 đến 188 g/km (9,3 đến 10,7 oz/mi) lần lượt đối với các tùy chọn động cơ xăng 2.5 L, xăng 3.5 L và diesel 3.0 L. Mục tiêu của châu Âu đối với lượng phát thải CO
2 trên các dòng xe con dự định đạt mức 95 g/km (5,4 oz/mi) vào năm 2020. Mức tiêu thụ nguyên liệu kết hợp của GV80 rơi vào khoảng từ 8,5 đến 9,7 km/L (11,8 đến 10,3 L/100 km; 24 đến 27 mpg‑Anh; 20 đến 23 mpg‑Mỹ) (xăng 2.5 L), 7,8 đến 8,6 km/L (12,8 đến 11,6 L/100 km; 22 đến 24 mpg‑Anh; 18 đến 20 mpg‑Mỹ) (xăng 2.5 L), và 10,4 đến 11,8 km/L (9,6 đến 8,5 L/100 km; 29 đến 33 mpg‑Anh; 24 đến 28 mpg‑Mỹ) (diesel).

### GV80 Concept
Những nét phát thảo đầu tiên về GV80 đã được thể hiện qua bản concept cùng tên trình làng tại Triển lãm Ô tô Quốc tế New York vào năm 2017. GV80 Concept là dự án đầu tiên mà thiết kế trưởng Luc Donckerwolke thực hiện tại Genesis sau khi ông rời khỏi Bentley. Bản concept này được trang bị hệ dẫn động điện và sử dụng pin nhiên liệu để vận hành. Vào năm 2021, Hyundai đã cho hoãn lại những dự án phát triển xe chạy hydro.

### Bản nâng cấp 2023

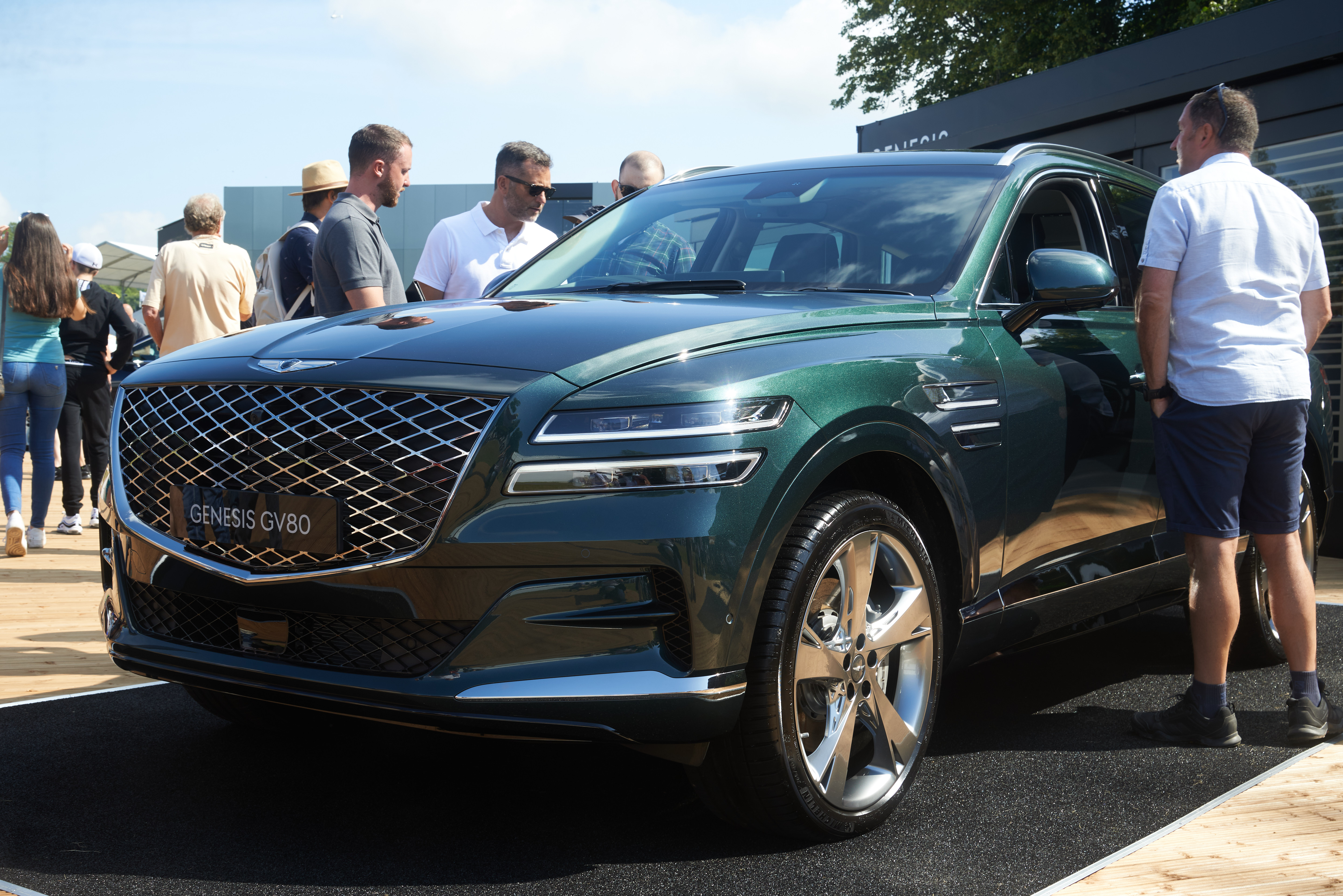
GV80 tại sự kiện đua xe Goodwood Festival of Speed

Bản nâng cấp của GV80 được giới thiệu vào ngày 27 tháng 9 năm 2023 và bắt đầu mở bán tại Hàn Quốc vào ngày 11 tháng 10 năm 2023. Những chi tiết trên xe như đèn pha, lưới tản nhiệt, mâm xe, hệ thống điều hòa và bảng điều khiển trung tâm đều được thiết kế lại. Màn hình OLED 27 inch đời mới thay thế cho cụm đồng hồ 12,3 inch và màn hình thông tin giải trí 14,5 inch trên đời cũ, đồng thời còn có màn hình cảm ứng kép 14,6 inch đặt ở hàng ghế sau. Hệ thống âm thanh trên xe cũng được đổi từ Lexicon sang Bang & Olufsen.

### GV80 Coupe
GV80 Coupe ra mắt thế giới vào ngày 27 tháng 9 năm 2023 và mở bán tại Hàn Quốc vào ngày 11 tháng 10 năm 2023. Mẫu xe này thừa hưởng những đặc điểm từ bản nâng cấp của chiếc GV80, trong đó có những thay đổi nổi bật như phần mái theo phong cách coupe, cản trước và lưới tản nhiệt được thiết kế lại, vô lăng theo kiểu phẳng đáy cũng như các chi tiết trang trí nội thất làm từ sợi carbon. GV80 Coupe cũng có thể nhận được cấu hình động cơ tăng áp 3.5 lít sản sinh công suất cao hơn do bổ sung thêm hệ thống siêu nạp điện 48V.

## Thị trường

### Hàn Quốc

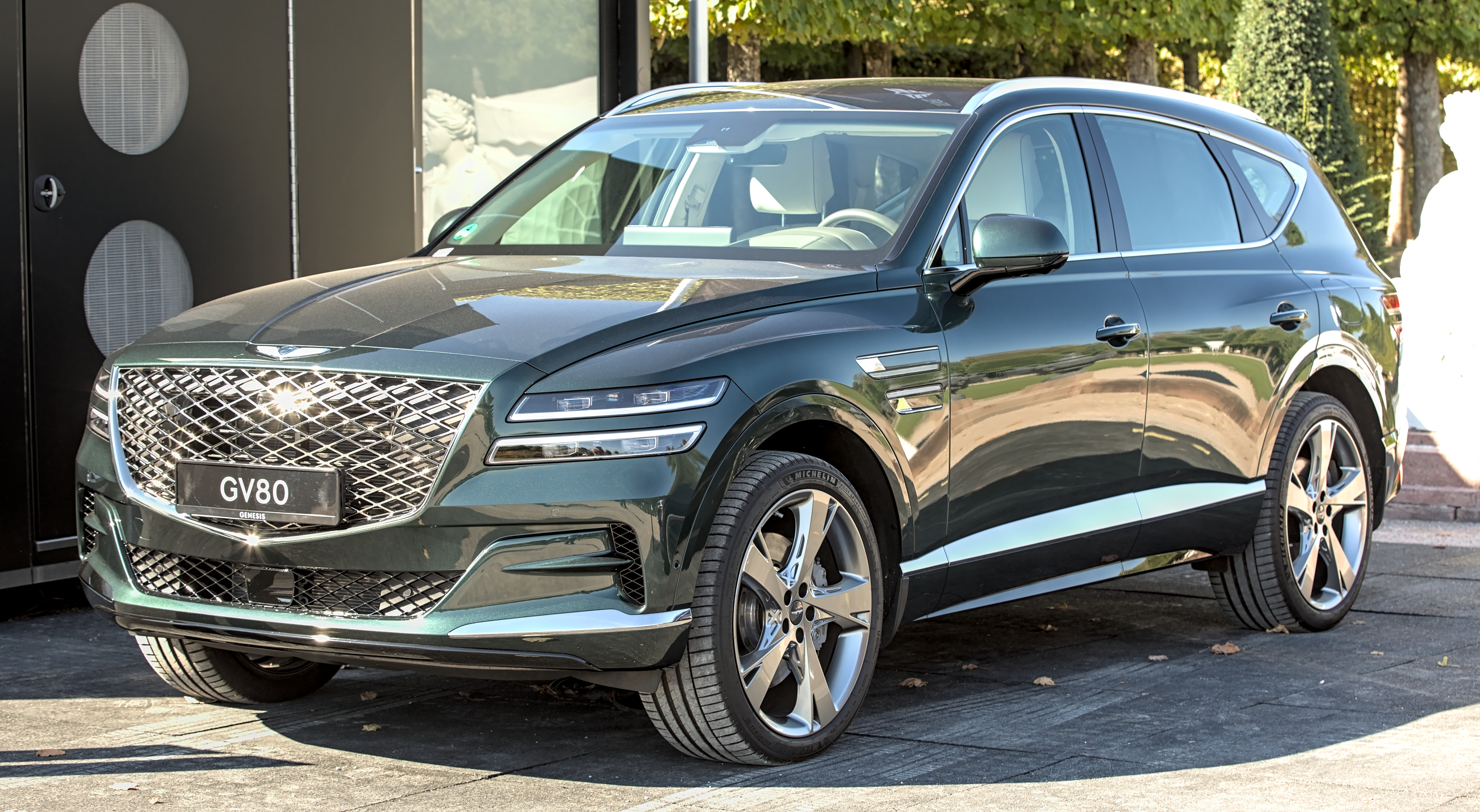
Một chiếc GV80

Vào ngày 30 tháng 8 năm 2021, GV80 chính thức lộ diện với sự thay đổi về đời phiên bản. GV80 2022 bổ sung thêm cấu hình 6 chỗ ngồi với ghế độc lập ở hàng ghế thứ hai. Bên cạnh đó, Genesis cũng nâng cấp kẹp phanh monoblock bánh trước đối với tùy chọn động cơ xăng 2.5 turbo và diesel 3.0. Ngoài ra, hãng còn bổ sung thêm kẹp phanh màu đồng cho bản máy xăng 3.5 turbo.
Ngoài các thay đổi trên, xe còn được bổ sung thêm màu nội thất và ngoại thất mới. Về ngoại thất, GV80 có thêm màu sơn Mauna Red và Barossa Burgundy (mờ hoặc bóng). Còn với phần nội thất, xe có thêm tuỳ chọn hai màu Urban Brown và Vanilla Beige.

### Hoa Kỳ
Tại Hoa Kỳ, GV80 được ra mắt vào tháng 11 năm 2020. Mẫu xe sử dụng hệ dẫn động cầu sau dành cho các mức tùy chọn Standard, Advanced và Prestige, đồng thời trang bị động cơ tăng áp 2.5 lít. Bên cạnh đó, hãng xe cũng cung cấp hệ dẫn động bốn bánh với động cơ tăng áp kép 3.5 lít có sẵn trên các tùy chọn AWD Standard, AWD Advanced, AWD Advanced+ và AWD Prestige.

## Hệ truyền động
| Mẫu                          | Năm       | Hộp số        | Công suất                                   | Mô-men xoắn                                                     | Tăng tốc từ 0–100 km/h (0–62 mph) (chính thức) | Tốc độ tối đa      |
| Xăng                         | Xăng      | Xăng          | Xăng                                        | Xăng                                                            | Xăng                                           | Xăng               |
| ---------------------------- | --------- | ------------- | ------------------------------------------- | --------------------------------------------------------------- | ---------------------------------------------- | ------------------ |
| Smartstream G2.5 T-GDi       | 2020–nay  | Tự động 8 cấp | 304 PS (224 kW; 300 hp) tại 5,800 vòng/phút | 43 kg⋅m (422 N⋅m; 311 lb⋅ft; 43 kg⋅m) tại 1,650–4,000 vòng/phút | 6.9 s–7.7 s                                    | 237 km/h (147 mph) |
| Smartstream G3.5 T-GDi       | 2020–nay  | Tự động 8 cấp | 380 PS (279 kW; 375 hp) tại 5,800 vòng/phút | 54 kg⋅m (530 N⋅m; 391 lb⋅ft; 54 kg⋅m) tại 1,300–4,500 vòng/phút | 5.5 s                                          | 240 km/h (149 mph) |
| Smartstream G3.5 T-GDi e-S/C | 2023–nay  | Tự động 8 cấp | 415 PS (305 kW; 409 hp) tại 5,800 vòng/phút | 56 kg⋅m (549 N⋅m; 405 lb⋅ft; 56 kg⋅m) tại 1,300–4,500 vòng/phút |                                                |                    |
| Diesel                       |           |               |                                             |                                                                 |                                                |                    |
| Smartstream D3.0 CRDi        | 2020–2022 | Tự động 8 cấp | 278 PS (204 kW; 274 hp) tại 3,800 vòng/phút | 60 kg⋅m (588 N⋅m; 434 lb⋅ft; 60 kg⋅m) tại 1,500–3,000 vòng/phút | 6.8 s–7.5 s                                    | 230 km/h (143 mph) |
| Smartstream D3.0 CRDi        | 2022–2023 | Tự động 8 cấp | 273 PS (201 kW; 269 hp) tại 3,800 vòng/phút | 60 kg⋅m (588 N⋅m; 434 lb⋅ft; 60 kg⋅m) tại 1,500–3,000 vòng/phút | 6.8 s–7.5 s                                    | 230 km/h (143 mph) |

## Triệu hồi
Vào tháng 6 năm 2020, Hyundai Motor đã tạm ngưng việc giao các mẫu GV80 chạy diesel vì có vấn đề về rung lắc động cơ do tích tụ carbon. Vào tháng 9 năm 2020, tập đoàn tiếp tục triệu hồi 8.783 chiếc GV80 vì lỗi chết máy. Kể từ khi mẫu xe này ra mắt vào tháng 1 thì đã có 8 đợt triệu hồi được thực hiện, 4 trong số đó liên quan đến động cơ. Tháng 4 năm 2021, một đợt triệu hồi khác được áp dụng đối với hai mẫu xe G80 và GV80 tại Hoa Kỳ do nguy cơ rò rỉ nhiên liệu.

## Doanh số
| Năm  | Hàn Quốc | Hoa Kỳ | Canada | Toàn cầu |
| ---- | -------- | ------ | ------ | -------- |
| 2020 | 34,217   | 1,517  | 276    | 43,158   |
| 2021 | 24,591   | 20,316 | 1,553  | 48,072   |
| 2022 | 23,439   | 17,521 |        | 46,300   |